# Alignement des Pierres Frittes (Haute-Borne)
L'alignement des Pierres Frittes est un alignement mégalithique situé à Brunoy dans le département français de l'Essonne.

## Protection
L'alignement fait l’objet d’un classement au titre des monuments historiques depuis 1977.

## Description
L'alignement est composé de trois menhirs, situés aux bords de l'Yerres, à environ 750 m à l'est d'un autre alignement dénommé lui-aussi les Pierres Frittes. 
Le premier menhir est appelé la Haute-Borne à la Maîtresse. Il mesure 2,75 m de hauteur pour une largeur variant entre 1,45 m et 0,80 pour 0,50 m d'épaisseur. « À la suite d'une forte crue il tomba dans l'eau mais fut relevé vers 1865 et l'on a consolidé son pied avec un crochet métallique ». Le deuxième menhir, dit le Gros Caillou, se dresse à 5 m en amont du premier. Il est renversé au sol. Le troisième menhir, situé à 4,40 m du précédent, mesure 1,75 m de hauteur pour 1,60 m de largeur et 0,60 m d'épaisseur.